# Dave Goulson
Dave Goulson född 1965, är en brittisk forskare, professor i biologi vid  University of Sussex. Goulsons forskargrupp arbetar främst med ekologi och bevarandebiologi för olika humlearter. Flera av hans populärvetenskapliga böcker om insekter har översatts till svenska.
Goulson är grundare av Bumblebee Conservation Trust.